# Niños de la India
Niños de la India es una ONG (Organización no gubernamental) española sin ánimo de lucro, reconocida por la Agencia Española de Cooperación Internacional para el Desarrollo (AECID) y registrada como asociación sin ánimo de lucro en el Registro Nacional de Asociaciones del Ministerio del Interior.

## Origen, Misión y Ámbito de Actuación
Niños de la India fue fundada a finales de 2009 por un cooperante internacional (Pedro Almeida) y un ingeniero aeronáutico (Alejandro López) que compartían el sueño de que un día todos los niños del mundo pudiesen tener una vida digna, llena de oportunidades y amor. Actualmente Niños de la India está compuesta por profesionales que concilian sus trabajos diarios con la labor voluntaria y no remunerada en la organización. 
Niños de la India cuenta con cinco proyectos en India:
-El primero se trata de financiar los estudios universitarios de jóvenes sin posibilidades en Bombay  en colaboración con las Hermanas de la Caridad de Santa Ana, y también en el estado de Karnataka en colaboración con la contraparte india Somaya Trust.
-El segundo es el orfanato Ankur para 200 niñas marginadas en Bombay, gestionado por las Hermanas de la Caridad de Santa Ana. Niños de la India apoyo al orfanato cubriendo los gastos del orfanato y de mantenimiento de las niñas. 
-El tercero es un  programa de apoyo nutricional a niños desfavorecidos de las chabolas de Bombay, mediante la distribución de medio litro de leche fresca diario y 1 kilo de arroz semanal a cambio de su escolarización.
-El cuarto es un programa de apadrinamiento de niños y niñas de las comunidades más desfavorecidas de Bombay. 
-El quinto es un programa de alfabetización de adultos. 